# Умарбекова, Меруерт Толегеновна
Умарбекова, Меруерт Толегеновна (род. 3 мая 1962 года) — актриса театра и кино.

## Биография
Умарбекова Меруерт родилась в 1962 году в городе Кентау Южно-Казахстанской области. С 1979 по 1984 год окончила Театрально-художественный институт по специальности «Артист музыкального театра».
В 1986 году был принята в труппу Казахского государственного академического драматического театра имени М. Ауэзова.
В 2016 году награждена медалью «25 лет Независимости Республики Казахстан».

## Основные роли на сцене
Казахский государственный академический театр драмы имени М. О. Ауэзова
Е. Домбаева «Девочки нашего класса» (реж. С. Асылханов) - Шолпан,
А. Тажибаев «Любовь, любовь» (реж. Б. Атабаев) - Несибели,
Е. Аманшаев «Сломанная колыбельная» (реж. А. Рахимов) - женщина,
Т. Нурмаганбетов «Одна свадьба для пяти холостяков» (режиссер А. Рахимов) - Куйкетай,
М. Макатаев «Прощай, любовь» (режиссер Б. Атабаев) - Зина, Аиша,
Т. Нурмаганбетов «Спор со старушками» (реж. Б. Атабаев) - Невеста,
О. Боранбаев «Кокбори» (реж. Б. Атабаев) - Гулаим,
М. Ауэзова «Карагоз» (режиссер Б. Атабаев) - Акбала,
Д. Исабеков «Сестра» (реж. Б. Омаров) - Соседка,
А. Февраль «Мир - туман» (реж. К. Сугурбеков) - Зина,
Р. Муканова «Образ вечного ребенка» (реж. Б. Атабаев) - Лонг,
С. Балгабаев «Ностальгия и иллюзия» (реж. А. Рахимов) - Иллюзия,
Т. Нурмаганбетов «Кожанасир жив» (режиссер О. Кенебаев) - женщина,
А. Рахимова «Свидетельство преступнику» (реж. А. Рахимов) - Шелк,
И. Сапарбай «Цыганская серенада» (реж. Э. Обаева) - цыганская жена,
И. Вовнянко «Смерть и наказание» (реж. А. Ашимов, С. Аскаров) - Шапига,
М. Омарова «Вкус хлеба комбе» (реж. А. Какишева) - Джамиля,
Н. Хикмет «Фархад - Сок» (реж. А. Ашимов) - Мехменебану,
Ф. Эрве «Лисья девица» (реж. А. Мамбетов) - Дениза,
И. Дмитриева «Добрый дракон» (реж. А. Мамбетов) - княгиня Линь,
В. Смехова «Тысяча и одна ночь» (реж. Т. Аралбай) - Зейнаб,
Б. Брехт «Свадьба кролика» (реж. Б. Атабаев) - Аиша,
А.П. Чехов «Чайка» (реж. Б. Атабаев) - Маша,
Е. Уахитов «Боги» (режиссер А. Рахимов) - Шапагат,
Н. Гоголь «Пара» (реж. Е. Обаев) - Авдотья,
Н. В гоголевской «Свадьбе» (реж. В. Захаров) - Арина Пантелеймоновна.

## Кинороли
«Парыз», «Весенняя сказка», «Кымызхана», «Театр юмора» и др.